# Bimbe
Bimbe é uma vila e comuna angolana que se localiza na província do Huambo, pertencente ao município de Bailundo.